# Othmane Belouizdad
Othmane Belouizdad (1929 - 12 janvier 2022) est un militant et moudjahid algérien, l'un des membres du groupe historique des 22, qui préparait le déclenchement de la révolution de libération algérienne.

## Biographie
Othmane Belouizdad est né en 1929 dans le quartier de Belcourt à Alger. Il était un militant dans l'Organisation spéciale qui a rejoint le Comité révolutionnaire d'unité et d'action. La première réunion à laquelle Othmane Belouizdad a pris part a eu lieu le 27 août 1954, qui se tenait auparavant à El Madania. Belouizdad est considéré comme le « cerveau » de l'attentat qui visa la Société algérienne des Pétroles Mory en 1954, et il est arrêté le 7 novembre 1954. Au cours du procès, Othmane Belouizdad annonce son affiliation au Front de libération nationale.
Belouizdad est le dernier vivant parmi les 22 Algériens qui ont participé à la réunion historique qui a eu lieu dans la seconde quinzaine de juin 1954, au cours de laquelle la décision a été prise de recourir à l'action armée pour affronter le colonialisme français. 
Après l'indépendance, Belouizdad n'a occupé aucun  poste politique et a passé sa vie loin de l'actualité, à l'exception de quelques occasions dont la plus récente est celle où le président Abdelmadjid Tebboune l'a reçu en mai 2020.
Il est décédé le mercredi 12 janvier 2022, à l'âge de 93 ans,.